# Fèlix (bisbe de València)
Fèlix va ser bisbe de València. Se sap que ocupava el càrrec l'any 653, quan va assistir al VIII Concili de Toledo. Per l'ordre en què apareix la seua signatura, devia fer poc temps que havia estat escollit. Continuava a la seu valenciana el 655, quan va tenir lloc el IX Concili de Toledo.